# Buza Sándor (műsorvezető)
Buza Sándor (Nagykapornak, 1957. február 27. –) rádiós műsorvezető, zenei szerkesztő, zeneigazgató.

## Élete
Az egri Tanárképző Főiskola történelem és ének-zene szakán végzett, majd hat évig tanított Zalaegerszegen. 1986-ban felvették a Magyar Rádió Könnyűzenei Szerkesztőségéhez mint zenei szerkesztőt. A Kossuth és a Petőfi Rádió könnyűzenei műsorainak összeállítása volt a feladata. 1998-ban a Danubius Rádióban a Capuccino című reggeli műsor zenei szerkesztője és műsorvezetője lett. Később önálló műsorral jelentkezett minden vasárnap este fél nyolctól nyolcig, a műsor címe Toronyiránt volt. 1988-ban fia született, Márton. A rádiózás mellett a 90-es évektől a Vasárnapi Turmix és a Halló vasárnap című műsorokat vezette a Magyar Televízióban. A műsorok megszűnése után a TV3 csatornához került, ahol a Dominó néven futó magazinműsor szerkesztője és vezetője lett. 1993-tól az első magyarországi zenei csatorna a TOP TV zenei igazgatójaként dolgozott. 2005 második félévétől a rádió programigazgatója lett. 2006-tól - mint tanácsadó - tagja volt annak a teamnek, melynek a Magyar Rádió Petőfi adójának korszerűsítése volt a feladata. 2005-ben az akkor induló Story TV-n a Forró témák című naponta jelentkező talkshow vezetője lett, majd A szomszéd főztje című műsort vezette. A Danubius Best Of zenekarának billentyűseként ma is aktívan zenél. Szerepelt az RTL Klub Vacsoracsata című műsorában. 2010-ben - mint tulajdonos és moderátor - indította útjára Magyarország első online főzőiskoláját (www.laptopkonyha.hu), ahol valós idejű videoreceptekkel tanítanak főzni.